# Cueva de los Burros
La cueva de los Burros es una pequeña cueva conocida desde tiempo inmemorial, habiendo sido usada ocasionalmente como refugio por los pastores de la zona. Se abre al pie de unos riscos calizos que afloran en la sierra de Híjar, cercanos a la localidad palentina de Camasobres, en La Pernía (Castilla y León, España).

## Descripción
Fue primeramente dada a conocer en el ámbito científico por el arqueólogo Henri Breuil en 1934. El primer estudio detallado de la misma se debe a Mínguez, Ramírez, y Ugarte, en 1985. Tiene una única galería de 8 m de longitud, 4 de anchura, y 1,5 de altura. Esta galería está parcialmente dividida en dos recintos por un arco superior. 
En la gruta se hallan pinturas rupestres en paneles de la entrada (2), centro (4) y fondo (3), apenas perceptibles y en muy deteriorados como consecuencia de la erosión. Hay alguna representación antropomorfa y grupos de puntos y rayas, típicos de la pintura rupestre esquemática o esquematismo, que podrían remontarse al calcolítico.
No se ha hallado en el resto de la cueva ningún otro tipo de resto arqueológico.